# Namborn
Namborn – gmina w zachodnich Niemczech, w północnej części kraju związkowego Saara, w centrum powiatu St. Wendel.

## Geografia
Gmina leży między rzekami Nahe i Blies.
Ma powierzchnię 26 km², zamieszkuje ją 7 295 osób (2010). Gmina należy w Parku Natury Saar-Hunsrück, na jej terenie znajduje się 11 miejscowości.
Namborn położone jest ok. 35 km na północny wschód od Saarbrücken, ok. 45 km na południowy wschód od Trewiru i ok. 75 km na południowy wschód od Luksemburga.
W okolicach dzielnicy Hofeld-Mauschbach w 1937 utworzono 10-hektarowy rezerwat przyrody Schlossberg. Chroni się tam wiele gatunków rzadko występujących roślin. Jest to najstarszy rezerwat w Saarze. W listopadzie 1983 utworzono drugi rezerwat przyrody Weiherbruch und Rohrbachwiesen leżący częściowo na terenie gminy Oberthal.

## Dzielnice
W skład gminy wchodzi osiem dzielnic: Baltersweiler, Eisweiler-Pinsweiler, Furschweiler], Gehweiler, Hirstein, Hofeld-Mauschbach, Namborn-Heisterberg i Roschberg.

## Polityka
Urząd gminy znajduje się w dzielnicy Hofeld-Mauschbach.

### Wójtowie
- 1973-? Reinhold Sartorius, CDU
- ?-2001: Herbert Müller, SPD
- od 2001: Theo Staub, SPD

### Rada gminy
Rada gminy składa się z 27 członków:
|      |                                   | CDU  | SPD   | FLN  | Pozostali | Razem |
| 2004 | Miejsca                           | 15   | 9     | 3    | 0         | 27    |
|      | Porównanie z poprzednimi wyborami | +1   | -1    | 0    | 0         |       |
|      | Procent                           | 50,7 | 32,3  | 13,4 | 3,4       |       |
|      | Porównanie z poprzednimi wyborami | 0    | – 4,2 | +0,4 | 0         |       |

## Współpraca
Nambron posiada jedną miejscowość partnerską:
- Langeac, Francja – od 1987

## Herb
Aktualny herb w użytkowaniu jest od 1976 i przedstawia złote trójwzgórze na czerwonym tle. Złota wieża z cegieł i z dwoma czarnymi oknami na najwyższym wzgórzu. Wieża zwieńczona trzema blankami, po jej dwóch stronach złote lilie. Wieża symbolizuje Liebenburg. Do wykonania herbu zostało wykorzystane pismo urzędowe z 1613, w którym opisany był wygląd zamku. Lilie zostały umieszczone na wzór St. Wendel. Czerwień i złoto to kolory Lotaryngii, w której kiedyś leżało Namborn, barwy te używane były również przez lennodawców zamku Liebenburg.

## Zabytki i atrakcje
- katolicki kościół parafialny pw. św. Willibrorda (St. Willibrord) z 1947–1950, Baltersweiler
- ruiny zamku Liebenburg, zamek powstał około 1170. W 1966–1967 na fundamentach wzniesiono wieżę widokową.
- ruiny zamku Allerburg
- katolicki kościół parafialny pw. św. Anny (St. Anna) z 1827–1828, Furschweiler
- dzwon z 1500, Gehweiler
- katolicki kościół parafialny pw. Wniebowzięcia Najświętszej Maryi Panny (Maria Himmelfahrt) z 1874, projekt Spaldinga, Namborn
- gmina leży na linii Zygfryda, pozostały po niej umocnienia np. zęby smoka

## Komunikacja
Przez gminę przebiega droga krajowa B41, która na tym odcinku ma wspólną trasę z drogą B269. W okolicy znajdują się autostrady A1 i A62.
Transport kolejowy w Namborn istnieje od 1879, wówczas otworzono tu dwa przystanki, kolejny uruchomiono w 1925. Miejscowość znajduje się przy linii kolejowej Nahetalbahn (Bingen am Rhein-Saarbrücken). Zatrzymują się tutaj pociągi Regionalbahn i Regional-Express.
Działające przystanki kolejowe
- Namborn
- Hofeld
- Baltersweiler

## Osoby urodzone w Namborn
- Bernhard Cullmann, (4 grudnia 1903; zm. 10 sierpnia 1977), malarz, grafik
- Prof. dr. Otwin Massing, (ur. 3 maja 1934), politolog, socjolog